# 부천시의 시외버스
부천시의 시외버스는 대부분 부천터미널 소풍을 통해 운행하고 있으며 이 곳을 통해 대한민국의 주요 지역으로 운행하고 있다. 이 중 일부는 송내역시외버스정류장에서도 정차하기도 한다. 그 외에 부천터미널 소풍을 거치지 않고 운행하는 시외버스 노선이 존재하며, 이들 노선이 정차하는 간이 시외버스정류장이 있다.

## 부천터미널 소풍

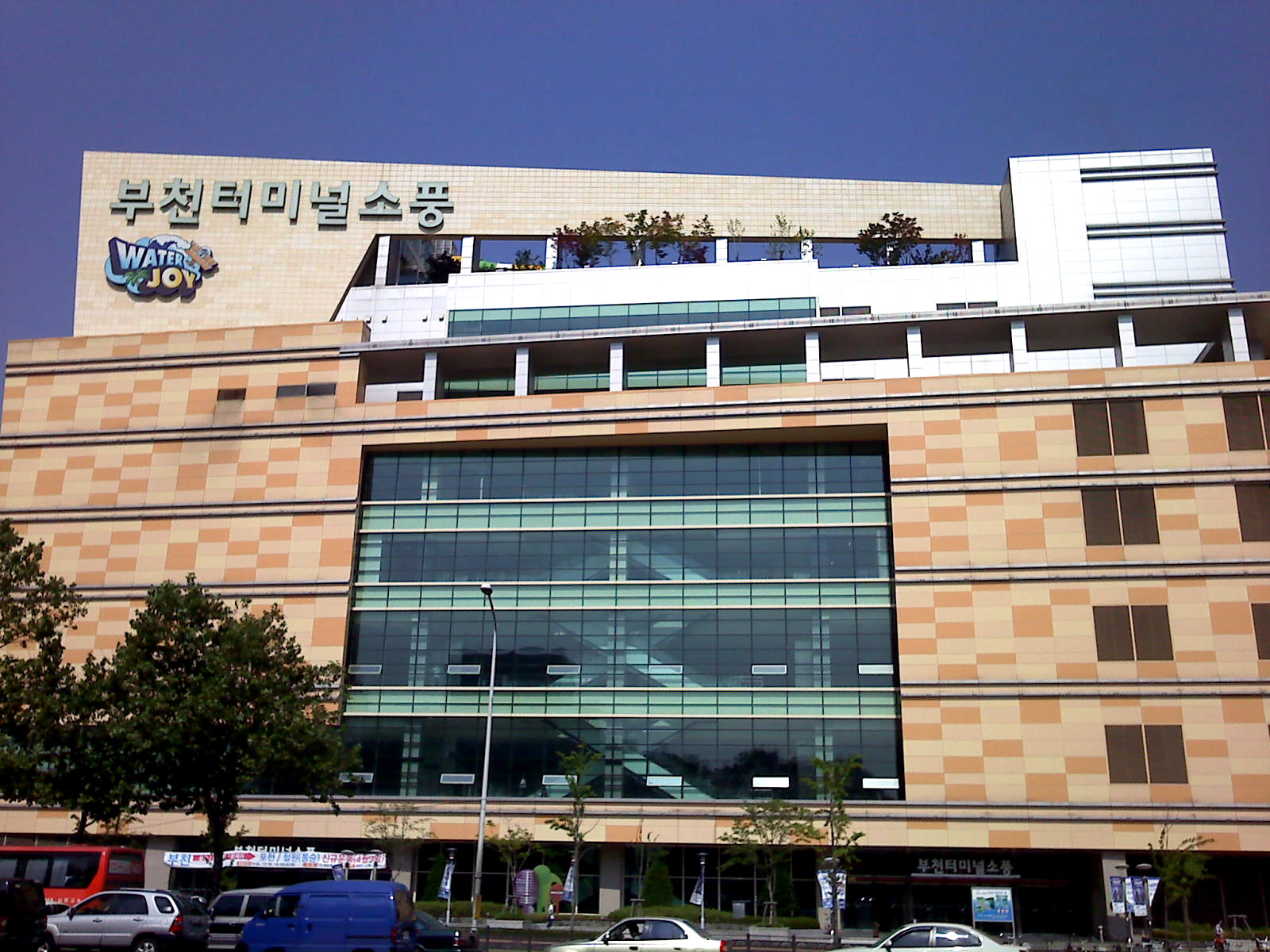
부천터미널 소풍

부천터미널 소풍은 경기도 부천시 원미구 송내대로 239(상동 539-1)에 있는 부천시의 유일한 시외버스터미널이다. 고속버스 전산망상의 터미널 번호는 101이다.
과거에는 중동에 있었으나 가건물 형태로 지어져서 노후하고 또한 부지도 협소하여 2007년에 현 위치로 이전하였다. 지금 터미널은 터미널 건물과 복합테마쇼핑센터가 결합된 형태로, 일부만 터미널로 사용하고 있다. 복합테마쇼핑센터 이름이 '소풍'이기 때문에 부천터미널 소풍 또는 소풍터미널로 불린다. 터미널 승차홈은 3층에 걸쳐서 승차홈이 존재하며, 1층은 주로 하차홈 또는 심야버스를 탈 수 있는 승차장으로 되어 있다. 심야버스는 문산, 창원, 마산, 부산 방면 노선만 운행하고 있다. 일부 수도권 지역으로 가는 노선은 교통카드를 이용해 승차할 수 있으며, 대부분의 노선에 대해서 예매가 가능하다.

### 운행 노선
| 방면        | 행선지 |
| ----------- | --- |
| 수도권 방면 | 가락시장, 가평, 강남대, 고양, 고양화정, 공도, 구갈, 구성, 구운동, 금곡, 기흥역, 대림동산, 대성리, 덕평, 도농, 동백지구, 동서울, 두원공대, 마석, 명지대, 모란, 5000번(경인교대, 계산역, 백석역, 마두역, 일산경찰서, 일산시장, 탄현이마트, 한빛마을, 가람마을, 금촌역, 월롱역, 문산역 경유), 백암, 범계, 보정역, 비산동, 서수원, 성남, 수원, 수원역, 수지, 시화, 신갈, 안산, 안성, 안양, 안중, 양평, 에버랜드, 오산, 용인대, 의왕고천, 이천, 이황리, 인천국제공항, 잠실, 장지역, 장호원, 죽산, 죽전역, 중앙대(안성), 청강대, 청평, 태평리, 평내, 평택 한경대, 해군기지, 현대전자, 호계동 |
| 강원권 방면 | 강촌, 강릉, 고한사북, 낙산, 마차, 문곡, 문막, 미탄, 설악입구, 속초, 연당, 영월, 원주, 정선, 춘천, 태백, 홍천 |
| 충청권 방면 | 감곡, 공주, 광혜원, 구룡, 기지시, 남면, 당진, 대전, 대전청사, 보령, 생극, 서산, 세종시, 심천, 쌍용, 인삼랜드휴게소, 안면도, 어송, 영동, 용원, 옥천, 운산, 유성, 음암, 이원, 이월, 제천, 주덕, 증평, 진천, 창기리, 청주, 추풍령, 충주, 태안, 황간 |
| 호남권 방면 | 강진, 광양, 광주, 구례, 군산, 나주, 남원, 동광양, 목포, 무안, 순천, 영광, 영암, 익산, 인월, 전주, 정읍, 함평 |
| 영남권 방면 | 경주, 구미, 김천, 대구한진, 마산, 문경, 부산(노포동), 부산(사상), 북대구, 상주, 신복, 안동, 영주, 울산, 점촌, 진주, 창원, 통영, 포항, 함양, 해운대 |

## 송내역시외버스정류장
송내역시외버스정류장은 경기도 부천시 송내1동에 위치한 시외버스 정류장이다. 경인로 도로변에 있으며 송내역에서 약 450m 떨어진 구산사거리 근처에 있다. 매표소가 없으므로 현금을 내고 이용해야 하며, 일부 노선은 교통카드를 이용해 승차할 수 있다.

## 부천시의 간이정류장
부천터미널 소풍과 송내역시외버스정류장 말고도 시외버스가 정차하는 정류장이 존재하고 있다.

### 부천역시외버스정류장
부천역시외버스정류장은 경기도 부천시 소사구 심곡본1동에 위치한 시외버스 정류장이다. 경인로 도로변에 위치하고 있으며, 부천역에서 약 400m 떨어진 곳에 있다. 하지만 실제 정차하는 정류장 이름은 '부천자유시장' 정류장이므로 주의해야 한다. 과거에는 매표소에서 승차권을 판매하였고, 더 많은 노선들이 존재했으나 지금은 많이 줄어들었다. 하차장은 부천역에서 시외버스정류장 반대 방향인 소사역 쪽으로 약 150m 떨어진 '부천남부역' 정류장을 이용한다. 매표소가 설치되어 있으나 현재 운행하고 있는 노선은 모두 교통카드, 현금으로 승차가 가능하므로 지금은 가판대의 역할만 하고 있다.

### 송내사거리시외버스정류장
송내사거리시외버스정류장은 경기도 부천시 소사구 송내1동에 위치한 시외버스 정류장이다. 경인로 도로변 송내사거리에 위치하며 근처에 중동역이 있다. 시내버스와 동일한 정류장에서 정차하며, 시내버스 정류장 이름은 '송내사거리.중동역' 정류장이다. 매표소가 설치되어 있으나 현재 운행하고 있는 노선은 모두 교통카드, 현금으로 승차가 가능하므로 지금은 가판대의 역할만 하고 있다.

### 소사동시외버스정류장
소사동시외버스정류장은 경기도 부천시 소사구 소사본1동에 위치한 시외버스 정류장이다. 소사로 도로변에 위치하고 있으며, 근처에 소사초등학교가 있다. 시내버스와 동일한 정류장에서 정차하며, 시내버스 정류장 이름은 '소사초등학교입구' 정류장이다. 매표소는 설치되어 있지 않다.

### 운행 노선
부천역, 송내사거리, 소사동 시외버스정류장으로 운행하는 노선은 모두 동일하며, 다음과 같이 1개 노선만 운행한다.
| 운행 노선 | 운행업체 | 운행구간 | 운행구간 | 운행구간 | 경유지                                                                     | 배차 간격 | 시간표                                            |
| --------- | -------- | -------- | -------- | -------- | -------------------------------------------------------------------------- | --------- | ------------------------------------------------- |
| R737      | 선진고속 | 부평역   | ↔        | 수원     | 중동역, 부천역, 대야동, 월곶, 시화지구, 안산역, 안산시청, 상록수역, 수원역 | 12~20분   | 첫차:05:10 (부평역 기준) 막차:22:10 (부평역 기준) |